# Casimir et la Formule secrète
Pour plus de détails, voir Fiche technique et Distribution.
Casimir et la Formule secrète (titre original : An International Sneak) est un court métrage américain muet de Hampton Del Ruth et Fred C. Fishback, sorti en 1917.

## Fiche technique
- Titre original : An International Sneak
- Titre français : Casimir et la Formule secrète
- Réalisation : Hampton Del Ruth et Fred C. Fishback
- Scénario :
- Studio de production : Mack Sennett Comedies
- Directeur de la photographie : Hans F. Koenekamp
- Pays : États-Unis
- Format : Noir et blanc - 1,33:1 - Format 35 mm
- Genre : Comédie
- Langue : film muet
- Durée : 2 bobines
- Dates de sortie : 
  - États-Unis : 2 décembre 1917
  - France : 26 novembre 1920

## Distribution
- Chester Conklin : un espion étranger
- Billy Armstrong : le rival de l'espion
- Ethel Teare : une détective
- Lillian Biron : la rivale amoureuse
- Erle C. Kenton : le père
- Jack Cooper : un employé de bureau

Acteurs non crédités :
- Gonda Durand : rôle mineur
- George Jeske : le patron
- Tom Kennedy : un policier
- Vera Steadman : rôle mineur